# Tour de Castille-et-León 2012
Le 27e Tour de Castille-et-León a eu lieu du 13 au 15 avril 2012. Il est classé en catégorie 2.1 de l'UCI Europe Tour 2012.

## Présentation

### Équipes
Classé en catégorie 2.1 de l'UCI Europe Tour, le Tour de Castille-et-León est par conséquent ouvert aux UCI ProTeams dans la limite de 50 % des équipes participantes, aux équipes continentales professionnelles, aux équipes continentales et à des équipes nationales.
20 équipes participent à la course : 4 ProTeams, 5 équipes continentales professionnelles, 10 équipes continentales et une sélection nationale. :
| ProTeams - Rabobank - Movistar - RadioShack-Nissan - Euskaltel-Euskadi UCI continentales professionnelles - Cofidis - Acqua & Sapone - Andalucía - Saur-Sojasun - Caja Rural | UCI continentales - Efapel-Glassdrive - Endura Racing - Gios Deyser-Leon Kastro - Orbea Continental - Burgos BH-Castilla y León - Jamis-Sutter Home - EPM-UNE - Lokosphinx - Christina Watches-Onfone - Bonitas Équipe nationale - Équipe nationale d'Argentine |

## Étapes
| Étape     | Date     | Villes étapes           | Distance (km) | Vainqueur d’étape      | Leader du classement général |
| --------- | -------- | ----------------------- | ------------- | ---------------------- | ---------------------------- |
| 1re étape | 13 avril | Salamanque - Salamanque | 159,2         | Manuel António Cardoso | Manuel António Cardoso       |
| 2e étape  | 14 avril | Ávila - Ávila           | 158,7         | Luis León Sánchez      | Luis León Sánchez            |
| 3e étape  | 15 avril | Ségovie - Ségovie       | 173,5         | Yelko Gómez            | Javier Moreno                |

## Déroulement de la course

### 1reétape
|    | Coureur                | Pays        | Équipe                  |    | Temps           |
| -- | ---------------------- | ----------- | ----------------------- | -- | --------------- |
| 1  | Manuel António Cardoso | Portugal    | Caja Rural              | en | 3 h 45 min 05 s |
| 2  | Enrique Sanz           | Espagne     | Movistar                | +  | m.t             |
| 3  | Francisco José Pacheco | Espagne     | Gios Deyser-Leon Kastro |    | m.t             |
| 4  | Danilo Napolitano      | Italie      | Acqua & Sapone          |    | m.t             |
| 5  | Sérgio Ribeiro         | Portugal    | Efapel-Glassdrive       |    | m.t             |
| 6  | Juan José Lobato       | Espagne     | Andalucía               |    | m.t             |
| 7  | Fabio Taborre          | Italie      | Acqua & Sapone          |    | m.t             |
| 8  | Russell Downing        | Royaume-Uni | Endura Racing           |    | m.t             |
| 9  | Aníbal Borrajo         | Argentine   | Jamis-Sutter Home       |    | m.t             |
| 10 | Jon Aberasturi         | Espagne     | Orbea Continental       |    | m.t             |

|    | Coureur                | Pays        | Équipe                  |    | Temps           |
| -- | ---------------------- | ----------- | ----------------------- | -- | --------------- |
| 1  | Manuel António Cardoso | Portugal    | Caja Rural              | en | 3 h 44 min 55 s |
| 2  | Enrique Sanz           | Espagne     | Movistar                | +  | 4 s             |
| 3  | Francisco José Pacheco | Espagne     | Gios Deyser-Leon Kastro |    | 6 s             |
| 4  | Danilo Napolitano      | Italie      | Acqua & Sapone          |    | 10 s            |
| 5  | Sérgio Ribeiro         | Portugal    | Efapel-Glassdrive       |    | 10 s            |
| 6  | Juan José Lobato       | Espagne     | Andalucía               |    | 10 s            |
| 7  | Fabio Taborre          | Italie      | Acqua & Sapone          |    | 10 s            |
| 8  | Russell Downing        | Royaume-Uni | Endura Racing           |    | 10 s            |
| 9  | Aníbal Borrajo         | Argentine   | Jamis-Sutter Home       |    | 10 s            |
| 10 | Jon Aberasturi         | Espagne     | Orbea Continental       |    | 10 s            |

### 2eétape
|    | Coureur              | Pays      | Équipe            |    | Temps           |
| -- | -------------------- | --------- | ----------------- | -- | --------------- |
| 1  | Luis León Sánchez    | Espagne   | Rabobank          | en | 4 h 18 min 14 s |
| 2  | Guillaume Levarlet   | France    | Saur-Sojasun      | +  | 2 s             |
| 3  | Pablo Urtasun        | Espagne   | Euskaltel-Euskadi |    | 2 s             |
| 4  | Linus Gerdemann      | Allemagne | RadioShack-Nissan |    | 5 s             |
| 5  | Jonathan Castroviejo | Espagne   | Movistar          |    | 5 s             |
| 6  | David de la Cruz     | Espagne   | Caja Rural        |    | 5 s             |
| 7  | Javier Moreno        | Espagne   | Movistar          |    | 5 s             |
| 8  | Tom-Jelte Slagter    | Pays-Bas  | Rabobank          |    | 9 s             |
| 9  | Iván Velasco         | Espagne   | Euskaltel-Euskadi |    | 12 s            |
| 10 | Tiago Machado        | Portugal  | RadioShack-Nissan |    | 14 s            |

|    | Coureur              | Pays      | Équipe            |    | Temps           |
| -- | -------------------- | --------- | ----------------- | -- | --------------- |
| 1  | Luis León Sánchez    | Espagne   | Rabobank          | en | 8 h 03 min 09 s |
| 2  | Guillaume Levarlet   | France    | Saur-Sojasun      | +  | 6 s             |
| 3  | Pablo Urtasun        | Espagne   | Euskaltel-Euskadi |    | 8 s             |
| 4  | Javier Moreno        | Espagne   | Movistar          |    | 15 s            |
| 5  | Jonathan Castroviejo | Espagne   | Movistar          |    | 15 s            |
| 6  | Linus Gerdemann      | Allemagne | RadioShack-Nissan |    | 15 s            |
| 7  | David de la Cruz     | Espagne   | Caja Rural        |    | 15 s            |
| 8  | Tom-Jelte Slagter    | Pays-Bas  | Rabobank          |    | 19 s            |
| 9  | Iván Velasco         | Espagne   | Euskaltel-Euskadi |    | 22 s            |
| 10 | Tiago Machado        | Portugal  | RadioShack-Nissan |    | 24 s            |

### 3eétape
|    | Coureur            | Pays       | Équipe            |    | Temps           |
| -- | ------------------ | ---------- | ----------------- | -- | --------------- |
| 1  | Yelko Gómez        | Panama     | Caja Rural        | en | 4 h 42 min 47 s |
| 2  | Javier Moreno      | Espagne    | Movistar          | +  | 0 s             |
| 3  | Brice Feillu       | France     | Saur-Sojasun      |    | 0 s             |
| 4  | Matthew Busche     | États-Unis | RadioShack-Nissan |    | 0 s             |
| 5  | Adrián Palomares   | Espagne    | Andalucía         |    | 0 s             |
| 6  | Iván Parra         | Colombie   | EPM-UNE           |    | 4 s             |
| 7  | Rémy Di Grégorio   | France     | Cofidis           |    | 4 s             |
| 8  | David de la Cruz   | Espagne    | Caja Rural        |    | 4 s             |
| 9  | Pablo Urtasun      | Espagne    | Euskaltel-Euskadi |    | 4 s             |
| 10 | Guillaume Levarlet | France     | Saur-Sojasun      |    | 4 s             |

|    | Coureur              | Pays      | Équipe            |    | Temps            |
| -- | -------------------- | --------- | ----------------- | -- | ---------------- |
| 1  | Javier Moreno        | Espagne   | Movistar          | en | 12 h 46 min 05 s |
| 2  | Guillaume Levarlet   | France    | Saur-Sojasun      | +  | 1 s              |
| 3  | Pablo Urtasun        | Espagne   | Euskaltel-Euskadi |    | 3 s              |
| 4  | David de la Cruz     | Espagne   | Caja Rural        |    | 10 s             |
| 5  | Tiago Machado        | Portugal  | RadioShack-Nissan |    | 19 s             |
| 6  | José Vicente Toribio | Espagne   | Andalucía         |    | 30 s             |
| 7  | Jonathan Castroviejo | Espagne   | Movistar          |    | 1 min 36 s       |
| 8  | Linus Gerdemann      | Allemagne | RadioShack-Nissan |    | 1 min 41 s       |
| 9  | Iván Velasco         | Espagne   | Euskaltel-Euskadi |    | 1 min 50 s       |
| 10 | David Blanco         | Espagne   | Efapel-Glassdrive |    | 3 min 13 s       |

## Classements finals

### Classement général
|    | Cycliste             | Pays      | Équipe            |    | Temps            |
| -- | -------------------- | --------- | ----------------- | -- | ---------------- |
| 1  | Javier Moreno        | Espagne   | Movistar          | en | 12 h 46 min 05 s |
| 2  | Guillaume Levarlet   | France    | Saur-Sojasun      | +  | 1 s              |
| 3  | Pablo Urtasun        | Espagne   | Euskaltel-Euskadi |    | 3 s              |
| 4  | David de la Cruz     | Espagne   | Caja Rural        |    | 10 s             |
| 5  | Tiago Machado        | Portugal  | RadioShack-Nissan |    | 19 s             |
| 6  | José Vicente Toribio | Espagne   | Andalucía         |    | 30 s             |
| 7  | Jonathan Castroviejo | Espagne   | Movistar          |    | 1 min 36 s       |
| 8  | Linus Gerdemann      | Allemagne | RadioShack-Nissan |    | 1 min 41 s       |
| 9  | Iván Velasco         | Espagne   | Euskaltel-Euskadi |    | 1 min 50 s       |
| 10 | David Blanco         | Espagne   | Efapel-Glassdrive |    | 3 min 13 s       |

### Classements annexes
|   | Cycliste           | Pays    | Équipe       | Points |
| - | ------------------ | ------- | ------------ | ------ |
| 1 | Javier Moreno      | Espagne | Movistar     | 29     |
| 2 | Guillaume Levarlet | France  | Saur-Sojasun | 26     |
| 3 | Luis León Sánchez  | Espagne | Rabobank     | 25     |

|   | Cycliste         | Pays     | Équipe  | Points |
| - | ---------------- | -------- | ------- | ------ |
| 1 | Walter Pedraza   | Colombie | EPM-UNE | 40     |
| 2 | Róbigzon Oyola   | Colombie | EPM-UNE | 20     |
| 3 | Rémy Di Grégorio | France   | Cofidis | 14     |

|   | Cycliste          | Pays     | Équipe            | Points |
| - | ----------------- | -------- | ----------------- | ------ |
| 1 | Javier Moreno     | Espagne  | Movistar          | 12     |
| 2 | Tiago Machado     | Portugal | RadioShack-Nissan | 26     |
| 3 | Luis León Sánchez | Espagne  | Rabobank          | 26     |

|   | Équipe            | Pays       |    | Temps            |
| - | ----------------- | ---------- | -- | ---------------- |
| 1 | Movistar          | Espagne    | en | 38 h 29 min 09 s |
| 2 | RadioShack-Nissan | Luxembourg | +  | 45 s             |
| 3 | Euskaltel-Euskadi | Espagne    |    | 2 min 49 s       |

## Évolution des classements
| Étape              | Vainqueur              | Classement général     | Classement par points  | Classement de la montagne | Classement du combiné  | Classement par équipes |
| ------------------ | ---------------------- | ---------------------- | ---------------------- | ------------------------- | ---------------------- | ---------------------- |
| 1                  | Manuel António Cardoso | Manuel António Cardoso | Manuel António Cardoso | Romain Zingle             | Manuel António Cardoso | Andalucía              |
| 2                  | Luis León Sánchez      | Luis León Sánchez      | Luis León Sánchez      | Walter Pedraza            | Luis León Sánchez      | Rabobank               |
| 3                  | Yelko Gómez            | Javier Moreno          | Javier Moreno          | Walter Pedraza            | Javier Moreno          | Movistar               |
| Classements finals | Classements finals     | Javier Moreno          | Javier Moreno          | Walter Pedraza            | Javier Moreno          | Movistar               |